# Madden NFL
Madden NFL é uma série de jogos eletrônicos de futebol americano desenvolvida pela Electronic Arts para a EA Sports, seu nome é uma referência ao antigo jogador e técnico vencedor do Super Bowl, John Madden. Após sua aposentadoria como técnico, Madden vinha trabalhando como comentarista dos jogos de futebol americano, tendo passado pelas quatro maiores redes americanas, a ABC, CBS, FOX e até o fim de sua carreira, em abril de 2009, pela NBC.
A versão 2007 do jogo para a plataforma PlayStation 2 tornou-se o jogo eletrônico mais vendido dos Estados Unidos em 2006, vendendo mais de 1,8 milhões de cópias.

## Evolução
A primeira versão do jogo foi publicada em 1989 para a série de computadores Apple II, e fora nomeada John Madden Football. O time de desenvolvimento originalmente tinha a intenção de que no jogo houvesse times com seis ou sete jogadores, mas Madden insistiu que houvesse um realismo, com onze jogadores por equipe.
O jogo melhorou e cresceu ao longo dos anos, adicionando vários novos conteúdos. Entre eles a transmissão por comentadores reais, fazendo com que os jogadores jogassem o game como se este estivesse sendo transmitido pela TV. Tais comentários eram realizados pelo próprio John Madden e seu companheiro de cabine. Inicialmente, Pat Summerall fora o narrador que dividia a cabine de transmissão com Madden, em seus dias de CBS e FOX, entre o início dos anos 1980 e o início dos anos 2000, até que Summerall se aposentou; Após isso o papel foi preenchido por Al Michaels, seu parceiro no Monday Night Football e depois no Sunday Night Football, pela ABC e NBC, respectivamente.

## A "Maldição do Madden"
Desde que o jogo começou a ter jogadores na capa (nas primeiras edições o próprio John Madden posava para elas) todos eles tiveram uma péssima temporada, sem produzir nada, ou se machucaram por toda ou parte dela. Dentre eles, podemos citar Michael Vick em 2004, Peyton Hills em 2012 e Antonio Brown em 2019.

## Lista de jogos
| Title                       | Release year | PC      | 4ª ger          | 5ª ger     | 6ª ger         | 7ª ger                         | 8ª ger               | Móvel                                         | Outras plataformas | Notas | Capa |
| --------------------------- | ------------ | ------- | --------------- | ---------- | -------------- | ------------------------------ | -------------------- | --------------------------------------------- | ------------------ | ----- | --- |
| John Madden Football        | 1988         | MS-DOS  |                 |            |                |                                |                      |                                               |                    |       | John Madden |
| John Madden Football        | 1990         |         | Genesis, SNES   |            |                |                                |                      |                                               | Amiga              |       | John Madden |
| John Madden Football II     | 1991         | MS-DOS  |                 |            |                |                                |                      |                                               |                    |       | John Madden |
| John Madden Football '92    | 1991         |         | Genesis         |            |                |                                |                      |                                               |                    |       | John Madden |
| John Madden Football '93    | 1992         |         | Genesis, SNES   |            |                |                                |                      |                                               |                    |       | John Madden |
| John Madden Duo CD Football | 1993         |         | TG16 (Super CD) |            |                |                                |                      |                                               |                    |       | John Madden |
| Madden NFL '94              | 1993         |         | Genesis, SNES   |            |                |                                |                      |                                               |                    |       | John Madden |
| John Madden Football        | 1994         |         |                 | 3DO        |                |                                |                      |                                               |                    |       | John Madden |
| Madden NFL '95              | 1994         |         | Genesis, SNES   |            |                |                                |                      | Game Boy                                      |                    |       | John Madden with Erik Williams of the Dallas Cowboys and Karl Wilson of the San Francisco 49ers in the background |
| Madden NFL '96              | 1995         | Windows | Genesis, SNES   |            |                |                                |                      | Game Boy                                      |                    |       | John Madden |
| Madden NFL 97               | 1996         | Windows | Genesis, SNES   | PS, Saturn |                |                                |                      | Game Boy,Game Boy Color                       |                    |       | John Madden with Cary Brabham of the Carolina Panthers and Gordon Laro of the Jacksonville Jaguars in the background |
| Madden Football 64          | 1997         |         |                 | N64        |                |                                |                      |                                               |                    |       | John Madden |
| Madden NFL 98               | 1997         | Windows | Genesis, SNES   | PS, Saturn |                |                                |                      |                                               |                    |       | John Madden |
| Madden NFL 99               | 1998         | Windows |                 | PS, N64    |                |                                |                      |                                               |                    |       | John Madden / Garrison Hearst of the San Francisco 49ers (PAL version) |
| Madden NFL 2000             | 1999         | Windows |                 | PS, N64    |                |                                |                      | Game Boy Color                                | Macintosh          |       | John Madden with Barry Sanders of the Detroit Lions in the background / Dorsey Levens of the Green Bay Packers (European PAL version) |
| Madden NFL 2001             | 2000         | Windows |                 | PS, N64    | PS2            |                                |                      | Game Boy Color                                |                    |       | Eddie George of the Tennessee Titans |
| Madden NFL 2002             | 2001         | Windows |                 | PS, N64    | PS2, GCN, Xbox |                                |                      | Game Boy Advance                              |                    |       | Daunte Culpepper of the Minnesota Vikings |
| Madden NFL 2003             | 2002         | Windows |                 | PS         | PS2, NGC, Xbox |                                |                      | Game Boy Advance                              |                    |       | Marshall Faulk of the St. Louis Rams |
| Madden NFL 2004             | 2003         | Windows |                 | PS         | PS2, NGC, Xbox |                                |                      | Game Boy Advance                              |                    |       | Michael Vick of the Atlanta Falcons |
| Madden NFL 2005             | 2004         | Windows |                 | PS         | PS2, NGC, Xbox |                                |                      | Game Boy Advance, Nintendo DS, Tapwave Zodiac |                    |       | Ray Lewis of the Baltimore Ravens |
| Madden NFL 06               | 2005         | Windows |                 |            | PS2, NGC, Xbox | Xbox 360                       |                      | Game Boy Advance, Nintendo DS, IOS            |                    |       | Donovan McNabb of the Philadelphia Eagles |
| Madden NFL 07               | 2006         | Windows |                 |            | PS2, NGC, Xbox | Xbox 360, PS3, Wii             |                      | Game Boy Advance, Nintendo DS, PSP            |                    |       | Shaun Alexander of the Seattle Seahawks, John Madden (Hall Of Fame Edition) |
| Madden NFL 08               | 2007         | Windows |                 |            | PS2, NGC, Xbox | Xbox 360, PS3, Wii             |                      | Nintendo DS, PSP                              |                    |       | Vince Young of the Tennessee Titans / Luis Castillo of the San Diego Chargers (Spanish language version) |
| Madden NFL 09               | 2008         |         |                 |            | PS2, Xbox      | Xbox 360, PS3, Wii             |                      | Nintendo DS, PSP                              |                    |       | Brett Favre of the Green Bay Packers / Brett Favre of the New York Jets (alternative cover) / Roberto Garza of the Chicago Bears (Spanish language version) |
| Madden NFL 10               | 2009         |         |                 |            | PS2            | Xbox 360, PS3, Wii             |                      | PSP, iOS                                      |                    |       | Troy Polamalu of the Pittsburgh Steelers and Larry Fitzgerald of the Arizona Cardinals |
| Madden NFL 11               | 2010         |         |                 |            | PS2            | Xbox 360, PS3, Wii             |                      | PSP, iOS                                      |                    |       | Drew Brees of the New Orleans Saints |
| Madden NFL Football         | 2011         |         |                 |            |                |                                |                      | 3DS                                           |                    |       | Madden NFL Football logo |
| Madden NFL 12               | 2011         |         |                 |            | PS2            | Xbox 360, PS3, Wii             |                      | PSP, iOS, Android, BlackBerry Playbook        |                    |       | Peyton Hillis of the Cleveland Browns |
| Madden NFL 13               | 2012         |         |                 |            |                | Xbox 360, PS3, Wii             | Wii U                | PS Vita, iOS                                  |                    |       | Calvin Johnson of the Detroit Lions |
| Madden NFL 25               | 2013         |         |                 |            |                | Xbox 360, PS3                  | Xbox One, PS4        | iOS, Android                                  |                    |       | Barry Sanders of the Detroit Lions (Xbox 360 and PS3) Adrian Peterson of the Minnesota Vikings (Xbox One and PS4) |
| Madden NFL 15               | 2014         |         |                 |            |                | Xbox 360, PS3                  | Xbox One, PS4        |                                               |                    |       | Richard Sherman of the Seattle Seahawks |
| Madden NFL Overdrive        | 2014         |         |                 |            |                |                                |                      | iOS, Android                                  |                    |       | Richard Sherman of the Seattle Seahawks (2014 season), Odell Beckham Jr. of the New York Giants (2015 season), Rob Gronkowski of the New England Patriots/Von Miller of the Denver Broncos/Antonio Brown of the Pittsburgh Steelers (2016 season), Tom Brady of the New England Patriots (2017 season), Antonio Brown of the Pittsburgh Steelers (2018 season), Patrick Mahomes of the Kansas City Chiefs (2019 Season) |
| Madden NFL 16               | 2015         |         |                 |            |                | Xbox 360, PS3                  | Xbox One, PS4        |                                               |                    |       | Odell Beckham Jr. of the New York Giants |
| Madden NFL 17               | 2016         |         |                 |            |                | Xbox 360, PS3                  | Xbox One, PS4        |                                               |                    |       | Rob Gronkowski of the New England Patriots |
| Madden NFL 18               | 2017         |         |                 |            |                |                                | Xbox One, PS4        |                                               |                    |       | Tom Brady of the New England Patriots |
| Madden NFL 19               | 2018         | Windows |                 |            |                |                                | Xbox One, PS4,       |                                               |                    |       | Antonio Brown of the Pittsburgh Steelers, Terrell Owens of the Dallas Cowboys for the Hall of Fame Edition |
| Madden NFL 20               | 2019         | Windows |                 |            |                |                                | Xbox One, PS4        |                                               |                    |       | Patrick Mahomes of the Kansas City Chiefs |
| Madden NFL 21               | 2020         | Windows |                 |            |                | Xbox One, PS4, Nintendo Switch | Xbox Series X/S, PS5 |                                               | IOS                |       | Lamar Jackson of the Baltimore Ravens |
| Madden NFL 22               | 2021         | Windows |                 |            |                | Xbox One, PS4, Nintendo Switch | Xbox Series X/S, PS5 |                                               | IOS                |       | Tom Brady of the Tampa Bay Buccaneers Patrick Mahomes of the Kansas City Chiefs |